# Сегадорское восстание
Сегадорское восстание или Война жнецов (кат. Guerra dels Segadors, исп. Guerra de los Segadores) — национальное движение каталонцев против испанского абсолютизма, в ходе которого была на 12 лет (1640—1652) восстановлена каталонская государственность.

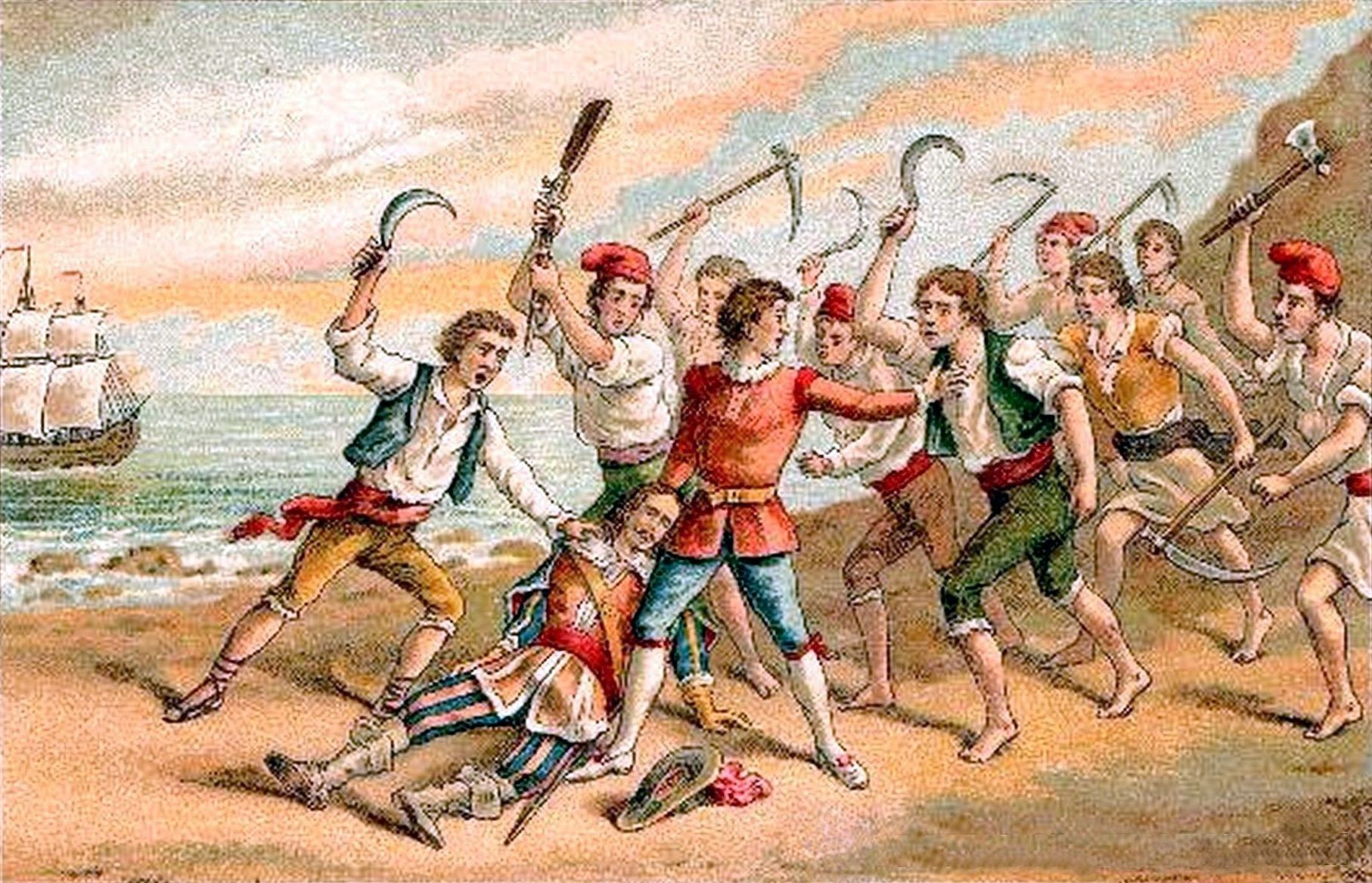
Эпизод восстания

Восстание стало ответом Каталонии на попытки графа-герцога Гаспара де Оливареса ликвидировать традиционную для этих земель автономию. Основными причинами недовольства стали набор местных жителей в итальянскую армию испанского короля и размещение на территории Каталонии королевской армии, укомплектованной иноземцами.
Столь же недальновидная репрессивная политика, связанная с насаждением кастильских обычаев и законов, проводилась и в других областях Испании. Памятуя об успешном опыте борьбы с испанскими Габсбургами нидерландских провинций, в 1640 году от мадридской метрополии одновременно попытались отложиться Каталония и Португалия (см. Война за независимость Португалии).

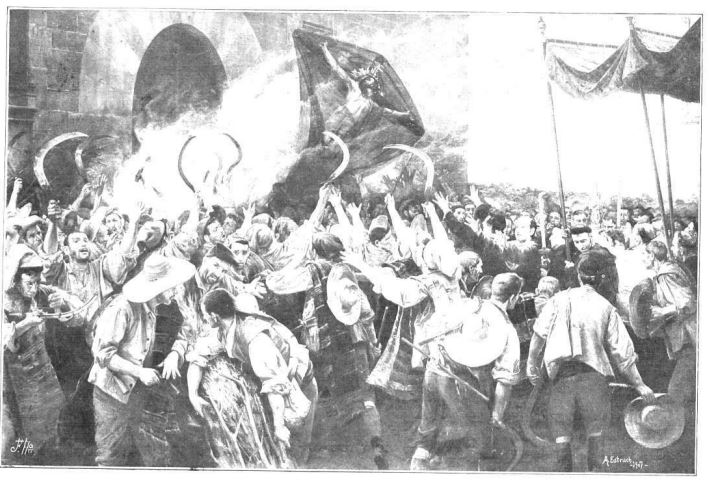
Эпизод восстания

В конце мая 1640 года волнения крестьян («жнецов», сегадоров) из сельских районов перекинулись на Барселону, был убит вице-король. Местная элита выдвинула лозунги отделения Каталонии от Испании. За помощью она обратилась к французскому королю Людовику XIII, который находился в состоянии войны с испанцами (см. Тридцатилетняя война).
В августе был заключен союз с Францией, а в конце года французские войска вошли в пределы Каталонии. В январе 1641 года, после победы над испанцами при Монтжуике, местные кортесы низложили испанского короля в качестве графа Барселонского, а его преемником объявили Людовика XIII. Наиболее радикальные деятели (во главе с каноником Пау Кларисом) требовали провозглашения Каталонской республики.
Благодаря французской поддержке каталонцам удавалось отбиваться от испанцев на протяжении десяти лет — до 1651 года, когда, воспользовавшись усталостью местного населения от французской оккупации, королевские войска во второй раз осадили Барселону. Признав независимость португальских и нидерландских провинций, испанская монархия могла сосредоточиться на борьбе с каталонским сепаратизмом. Франция же в это время находилась в состоянии политической смуты и не могла оказать поддержки союзнику.
В октябре 1652 года Барселона капитулировала, взяв с короля Филиппа IV обещание подтвердить старинные каталонские привилегии (которое и было отчасти исполнено в январе 1653 года). Франция заключила с Испанией в 1659 году Пиренейский мир, по которому Людовик XIV отказывался от притязаний на обладание Барселоной в обмен на уступку другой каталонской земли — графства Руссильон.